# Sam LoPresti
Samuel Leo LoPresti (30 de enero de 1917 - 11 de diciembre de 1984) fue un portero profesional estadounidense de hockey sobre hielo. LoPresti jugó 2 temporadas en la Liga Nacional de Hockey (NHL). Jugó con los Chicago Black Hawks. LoPresti también jugó 3 temporadas para los St. Paul Saints y 13 partidos con los Kansas City Americans; ambos de la AHA. Hizo historia en la NHL el 4 de marzo durante un partido contra los Boston Bruins. Se enfrentó a un récord de la liga de 83 disparos en un partido reglamentario de 60 minutos.
Decidió dejar la NHL para unirse a la Marina de los Estados Unidos en la Segunda Guerra Mundial. Sirvió como compañero de artillería en el SS Roger B. Taney. Cuando el barco fue torpedeado y hundido durante una travesía del Atlántico en febrero de 1943, LoPresti fue clasificado como desaparecido en acción y se pensó que era la primera víctima entre los atletas profesionales estadounidenses en el conflicto.
Era una de las 29 personas que se refugiaron en un solo bote salvavidas con una pequeña cantidad de agua o comida. Fueron a la deriva durante 42 días y viajaron casi 4.000 km al suroeste antes de ser encontrados y rescatados frente a las costas de Brasil. Los hombres recolectaban agua de lluvia cuando podían y a veces bebían sólo 4 onzas de líquido imperial (110 ml) al día y sólo tenían una pequeña cantidad de galletas y chocolate de panadería como alimento. Se le atribuyó a LoPresti el haber salvado la vida de los hombres después de que él atrapó la única comida real que tenían durante toda su terrible experiencia después de que notó delfines que nadaban alrededor de su bote en una ocasión. Improvisó un arma atando un cuchillo de vaina a un gancho de barco, se sumergió en el océano, capturó un delfín de 35 libras (16 kg) y lo metieron en el barco. Luego bebieron su sangre y cocinaron la carne en un cubo de metal con trapos y queroseno.
Fue admitido en el Salón de la Fama del Hockey de los Estados Unidos en 1973. Murió el 11 de diciembre de 1984 en Eveleth, Minnesota, de un ataque al corazón.